# Myrteta eumytha
Myrteta eumytha är en fjärilsart som beskrevs av Louis Beethoven Prout 1928. Myrteta eumytha ingår i släktet Myrteta och familjen mätare. Inga underarter finns listade i Catalogue of Life.